# Venstrekørsel og højrekørsel
Venstrekørsel er når man efter påbud kører i venstre side af vejen. Langt mere udbredt er dog højrekørsel, som gælder i det meste af Europa og i Danmark. Man forbinder ofte venstrekørsel med Storbritannien, hvor reglen har været gældende længe før bilens indførelse. Venstrekørsel er således udbredt i de tidligere britiske kolonier, herunder Australien, New Zealand og Malta. Også Sverige samt Island havde venstrekørsel frem til henholdsvis 1967 og 1968. Samoa (tidl. Vestsamoa) gik fra højre- til venstrekørsel i september 2009 for at lette importen af brugte biler fra New Zealand og Australien.
Biler produceret til lande med venstrekørsel er tilpasset denne regel. Væsentligst sidder rattet i højre side, hvilket tillader bedre overblik i trafikken. Køretøjer med rattet i venstre side er dog tilladt, ligesom højrestyrede biler er tilladt i Danmark. Regelforskellene mellem landene volder visse vanskeligheder og situationen er næppe ideel ud fra et trafiksikkerhedssynspunkt, men de menneskelige og økonomiske omkostninger ved at foretage ændringer i store og biltætte lande som Storbritannien ville næppe stå mål med fordelene.

## Historie
Ifølge historikeren Kristian Hvidt beror landenes forskellige kørselspræferencer på hvilken type transport, der var mest udbredt i perioden, hvor man fastslog kørselsretningen ved lov. Var kørsel med hestevogn det mest udbredte, blev højrekørsel den foretrukne, idet kusken i gamle dage som oftest sad til venstre i vognen, og når man mødte en modkørende, var det derfor mest praktisk at holde til højre, således at man bedre kunne holde øje med afstanden mellem de to vogne på datidens snævre veje. Var færdsel til fods eller til hest mest udbredt, antog landene venstrekørsel, idet man på øde strækninger ved mødet med fremmede holdt til venstre, således at sværdarmen, dvs højre hånd, var tættest på den passerende, i fald det viste sig at være en landevejsrøver.
Hestevognskørsel var mest udbredt i lande, hvor afstandene mellem bebyggelser var kortere, f.eks. Frankrig, Tyskland og Danmark, mens lande med lange, øde strækninger havde mest ridende og gående trafik, f.eks. Sverige og England. Det var derfor geografien, som spillede en hovedrolle i valget af kørselsretning. Selv om traditionen for kørselsretning således sandsynligvis blev fastlagt i middelalderen, blev de først fastlagte ved lov langt senere.

### Danmark
I Danmark kendes de første vidnesbyrd om kørsel i højre side fra 1758. Den 30. oktober 1758 indførtes krav om, at alle bryggernes, bagernes, møllernes, vognmændenes og hyrekuskenes vogne i København altid skulle køre i højre side af vejen. Der var ikke tale om nogen generel regel, da den kun vedrørte nævnte vogne. Der hersker ikke enighed om rækkevidden af forordningen. Topsøe-Jensen peger på, at bestemmelsen kun dårligt blev efterlevet, men Hvidt antager, at bestemmelsen i et eller andet omfang afspejler en allerede eksisterende sædvane i Københavns gader.
Først i 1780 udstedtes en forordning, der indførte højrekørsel på Københavns arealer uden for portene. På denne tid var staten ved at anlægge det nye landsdækkende net af gode hovedveje, som Frederik 5. besluttede i 1761. Det var et arbejde, som blev færdiggjort i 1864 efter næsten 100 års vejbyggeri. Undervejs fik Danmark sin første vejlov, Vejforordningen af 1793, og i forenklet form gled denne forordning om højrekørsel over i den landsdækkende vejforordning. Dermed var højrekørsel fastslået for landdistrikterne, mens købstæderne fortsat selv kunne fastsætte sine regler, hvis de behøvedes.

### Sverige
I Sverige blev kørsel i højre side fastsat ved forordning i 1718. Det blev fastsat ud fra postvognenes behov. Men allerede 16 år efter ændredes det. Ved en forordning i 1734 blev kørsel i venstre side fastslået i Sverige, og sådan forblev det de følgende 233 år. I 1963 vedtog den svenske rigsdag, at Sverige i 1967 atter skulle overgå til kørsel i højre side. Omlægning til højretrafik, den såkaldte H-dag, skete søndag den 3. september 1967.

### Island
Island havde oprindelig venstrekørsel og foretog omlægningen til højrekørsel den 26. maj 1968. Den benævnes som H-dagurinn eller Hægridagurinn (højredagen).

## Lande og kolonier som har vedtaget venstrekørsel
1. Anguilla
2. Antigua og Barbuda
3. Australien
4. Bahamas
5. Bangladesh
6. Barbados
7. Bermuda
8. Bhutan
9. Botswana
10. Britiske Jomfruøer
11. Brunei
12. Cayman Islands
13. Cocosøerne
14. Cook-øerne
15. Cypern
16. Det Forenede Kongerige Storbritannien og Nordirland
17. Dominikanske Republik
18. Falklandsøerne
19. Fiji
20. Grenada
21. Guernsey
22. Guyana
23. Hongkong
24. Indien
25. Indonesien
26. Irland
27. Isle of Man
28. Jamaica
29. Japan
30. Jersey
31. Juleøen
32. Kenya
33. Kiribati
34. Lesotho
35. Macau
36. Malawi
37. Malaysia
38. Maldiverne
39. Malta
40. Mauritius
41. Montserrat
42. Mozambique
43. Namibia
44. Nauru
45. Nepal
46. New Zealand
47. Niue
48. Norfolk Island
49. Pakistan
50. Papua Ny Guinea
51. Pitcairn
52. Sankt Helena
53. Saint Kitts og Nevis
54. Saint Lucia
55. Saint Vincent og Grenadinerne
56. Samoa
57. Seychellerne
58. Singapore
59. Salomon-øerne
60. Samoa
61. Sydafrika
62. Sri Lanka
63. Surinam
64. Swaziland
65. Tanzania
66. Thailand
67. Tokelau
68. Tonga
69. Trinidad og Tobago
70. Turks og Caicos-øerne
71. Tuvalu
72. Uganda
73. U.S. Virgin Islands
74. Zambia
75. Zimbabwe
76. Østtimor